# Mastrus tenuicosta
Mastrus tenuicosta är en stekelart som först beskrevs av Thomson 1884.  Mastrus tenuicosta ingår i släktet Mastrus och familjen brokparasitsteklar. Arten är reproducerande i Sverige. Inga underarter finns listade i Catalogue of Life.